# Camposampiero
Camposampiero là một đô thị ở tỉnh Padova, vùng Veneto, Ý.
Đô thị này có diện tích 21,07 km2, dân số là 11.726 người (thời điểm 2007)